# Themaroidopsis rufescens
Themaroidopsis rufescens är en tvåvingeart som beskrevs av Hardy 1986. Themaroidopsis rufescens ingår i släktet Themaroidopsis och familjen borrflugor. Inga underarter finns listade i Catalogue of Life.